# Aleksander Gabelic
Aleksander Gabelic, né le 17 septembre 1965 à Malmö, est un homme politique
suédois. Membre du Parti social-démocrate suédois des travailleurs (S), il est député européen de 2018 à 2019.